# Massimiliano Irrati
Massimiliano Irrati (Florence, 27 juni 1979) is een Italiaans voetbalscheidsrechter. Hij is in dienst van FIFA en UEFA sinds 2017. Ook leidt hij wedstrijden in de Serie A.
Op 18 maart 2012 leidde Irrati zijn eerste wedstrijd in de Italiaanse eerste divisie. De wedstrijd tussen Bologna en Chievo Verona eindigde in 2–2. Hij gaf in dit duel vijf gele kaarten. Zijn eerste wedstrijd in Europees verband volgde op 13 juli 2017 in de tweede voorronde van de UEFA Europa League; Progrès Niederkorn verloor met 0–1 van AEL Limasol. Irrati gaf in dit duel vijfmaal een gele kaart aan een speler.
In mei 2022 werd hij gekozen als een van de videoscheidsrechters die actief zouden zijn op het WK 2022 in Qatar. In april 2024 werd hij ook in deze rol gekozen voor het EK 2024 in Duitsland.

## Interlands
| Datum            | Plaats                 | Wedstrijd            | Uitslag | Competitie        | Kreeg geel | Kreeg voor de tweede keer geel en dus rood | Weggestuurd |
| ---------------- | ---------------------- | -------------------- | ------- | ----------------- | ---------- | ------------------------------------------ | ----------- |
| 22 februari 2017 | Serravalle, San Marino | San Marino – Andorra | 0 – 2   | Vriendschappelijk | 1          | 0                                          | 0           |

Laatst bijgewerkt op 20 mei 2022.